# Pammene laserpitiana
Pammene laserpitiana is een vlinder uit de familie bladrollers (Tortricidae). De wetenschappelijke naam is voor het eerst geldig gepubliceerd in 1999 door Huemer & Erlebach.

## Type
Het holotype is "male, 16.IV.1998"
- instituut: Tiroler Landesmuseum Ferdinandeum, Innsbruck, Austria
- typelocatie: "Italia, Südtirol, Fennberg-Joch, 1500-1550 m"

De soort komt voor in Europa.